# Lamboing
Lamboing (Duits (verouderd): Lamlingen) is een plaats en voormalige gemeente in het Zwitserse kanton Bern in het franstalige district Jura bernois. De gemiddelde hoogte is 820 meter. Op 1 januari 2014 ging Lamboing met de aangrenzende gemeenten Diesse en Prêles op in de fusiegemeente Plateau de Diesse.

## Gegevens voormalige gemeente
Eind 2013 telde de toenmalige gemeente Lamboing 696 inwoners. De oppervlakte was 9,10 km². De postcode was en is 2516 en de statistische code was 0722.
- Historisch woordenboek van Zwitserland: 000430
- Virtual International Authority File: 246956215